# Euthymidès

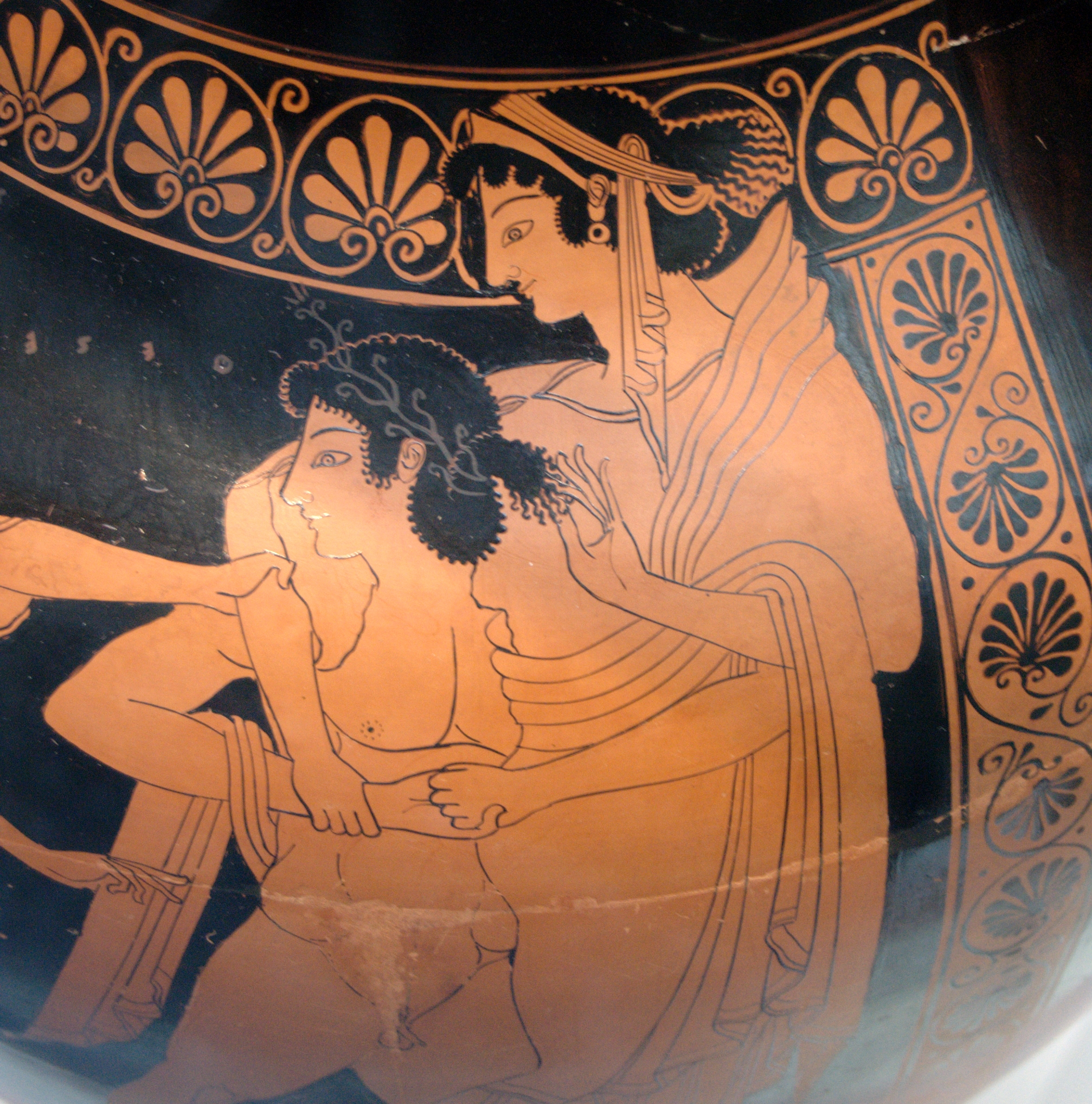
Thésée emportant Hélène (v. 510 av. J.-C.).

Euthymidès (en grec ancien : Ευθυμίδης) est un peintre sur vase de la Grèce antique, actif à Athènes entre 515 et 500 av. J.-C. Il fut l’un des premiers représentants du style attique des céramiques à figures rouges, le contemporain d’Euphronios, ainsi que le maître du Peintre de Kléophradès.